# Dwa miliony dolarów napiwku
Dwa miliony dolarów napiwku – amerykańska komedia romantyczna z 1994 roku.

## Główne role
- Nicolas Cage – Charlie Lang
- Bridget Fonda – Yvonne Biasi
- Rosie Perez – Muriel Lang
- Wendell Pierce – Bo Williams
- Isaac Hayes – Angel Dupree
- Víctor Rojas – Jesu
- Seymour Cassel – Jack Gross
- Stanley Tucci – Eddie Biasi
- J.E. Freeman – Sal Bontempo
- Red Buttons – Walter Zakuto
- Richard Jenkins – C. Vernon Hale
- Robert Dorfman – Walter
- Charles Busch – Timothy

## Fabuła
Charlie Lang jest nowojorskim policjantem z Queens. Pewnego poranka wstępuje do baru na filiżankę kawy, ale nie ma z czego dać napiwku kelnerce Yvonne. Wówczas proponuje jej los na loterii, ale ona odmawia. Wtedy obiecuje jej, że jak wygra, to da jej połowę wygranej. Traf chce, że Lang wygrywa 4 miliony dolarów i postanawia dotrzymać danego słowa. Ale jego żona ma na ten temat inne zdanie.